# Regină (șah)
Regina sau dama este una din piesele folosite în jocul de șah. În bibliografia de specialitate în limba română se preferă denumirea de „damă” deoarece permite notația algebrică cu D, litera R fiind rezervată pentru rege. Fiecare jucător are la începutul jocului o damă, așezată la mijlocul primei linii, lângă rege. Începătorii încurcă deseori locurile regelui și damei; pentru a ține minte mai ușor, se spune că "dama stă pe culoarea ei".  Dama albă începe pe un câmp alb, iar cea neagră pe un câmp negru. În notație algebrică dama albă este așezată pe d1, iar cea neagră pe d8.
|   | a | b | c | d | e | f | g | h |   |
| 8 | d8 black cross · h8 black cross · a7 black cross · d7 black cross · g7 black cross · b6 black cross · d6 black cross · f6 black cross · c5 black cross · d5 black cross · e5 black cross · a4 black cross · b4 black cross · c4 black cross · d4 white queen · e4 black cross · f4 black cross · g4 black cross · h4 black cross · c3 black cross · d3 black cross · e3 black cross · b2 black cross · d2 black cross · f2 black cross · a1 black cross · d1 black cross · g1 black cross | d8 black cross · h8 black cross · a7 black cross · d7 black cross · g7 black cross · b6 black cross · d6 black cross · f6 black cross · c5 black cross · d5 black cross · e5 black cross · a4 black cross · b4 black cross · c4 black cross · d4 white queen · e4 black cross · f4 black cross · g4 black cross · h4 black cross · c3 black cross · d3 black cross · e3 black cross · b2 black cross · d2 black cross · f2 black cross · a1 black cross · d1 black cross · g1 black cross | d8 black cross · h8 black cross · a7 black cross · d7 black cross · g7 black cross · b6 black cross · d6 black cross · f6 black cross · c5 black cross · d5 black cross · e5 black cross · a4 black cross · b4 black cross · c4 black cross · d4 white queen · e4 black cross · f4 black cross · g4 black cross · h4 black cross · c3 black cross · d3 black cross · e3 black cross · b2 black cross · d2 black cross · f2 black cross · a1 black cross · d1 black cross · g1 black cross | d8 black cross · h8 black cross · a7 black cross · d7 black cross · g7 black cross · b6 black cross · d6 black cross · f6 black cross · c5 black cross · d5 black cross · e5 black cross · a4 black cross · b4 black cross · c4 black cross · d4 white queen · e4 black cross · f4 black cross · g4 black cross · h4 black cross · c3 black cross · d3 black cross · e3 black cross · b2 black cross · d2 black cross · f2 black cross · a1 black cross · d1 black cross · g1 black cross | d8 black cross · h8 black cross · a7 black cross · d7 black cross · g7 black cross · b6 black cross · d6 black cross · f6 black cross · c5 black cross · d5 black cross · e5 black cross · a4 black cross · b4 black cross · c4 black cross · d4 white queen · e4 black cross · f4 black cross · g4 black cross · h4 black cross · c3 black cross · d3 black cross · e3 black cross · b2 black cross · d2 black cross · f2 black cross · a1 black cross · d1 black cross · g1 black cross | d8 black cross · h8 black cross · a7 black cross · d7 black cross · g7 black cross · b6 black cross · d6 black cross · f6 black cross · c5 black cross · d5 black cross · e5 black cross · a4 black cross · b4 black cross · c4 black cross · d4 white queen · e4 black cross · f4 black cross · g4 black cross · h4 black cross · c3 black cross · d3 black cross · e3 black cross · b2 black cross · d2 black cross · f2 black cross · a1 black cross · d1 black cross · g1 black cross | d8 black cross · h8 black cross · a7 black cross · d7 black cross · g7 black cross · b6 black cross · d6 black cross · f6 black cross · c5 black cross · d5 black cross · e5 black cross · a4 black cross · b4 black cross · c4 black cross · d4 white queen · e4 black cross · f4 black cross · g4 black cross · h4 black cross · c3 black cross · d3 black cross · e3 black cross · b2 black cross · d2 black cross · f2 black cross · a1 black cross · d1 black cross · g1 black cross | d8 black cross · h8 black cross · a7 black cross · d7 black cross · g7 black cross · b6 black cross · d6 black cross · f6 black cross · c5 black cross · d5 black cross · e5 black cross · a4 black cross · b4 black cross · c4 black cross · d4 white queen · e4 black cross · f4 black cross · g4 black cross · h4 black cross · c3 black cross · d3 black cross · e3 black cross · b2 black cross · d2 black cross · f2 black cross · a1 black cross · d1 black cross · g1 black cross | 8 |
| 7 | d8 black cross · h8 black cross · a7 black cross · d7 black cross · g7 black cross · b6 black cross · d6 black cross · f6 black cross · c5 black cross · d5 black cross · e5 black cross · a4 black cross · b4 black cross · c4 black cross · d4 white queen · e4 black cross · f4 black cross · g4 black cross · h4 black cross · c3 black cross · d3 black cross · e3 black cross · b2 black cross · d2 black cross · f2 black cross · a1 black cross · d1 black cross · g1 black cross | d8 black cross · h8 black cross · a7 black cross · d7 black cross · g7 black cross · b6 black cross · d6 black cross · f6 black cross · c5 black cross · d5 black cross · e5 black cross · a4 black cross · b4 black cross · c4 black cross · d4 white queen · e4 black cross · f4 black cross · g4 black cross · h4 black cross · c3 black cross · d3 black cross · e3 black cross · b2 black cross · d2 black cross · f2 black cross · a1 black cross · d1 black cross · g1 black cross | d8 black cross · h8 black cross · a7 black cross · d7 black cross · g7 black cross · b6 black cross · d6 black cross · f6 black cross · c5 black cross · d5 black cross · e5 black cross · a4 black cross · b4 black cross · c4 black cross · d4 white queen · e4 black cross · f4 black cross · g4 black cross · h4 black cross · c3 black cross · d3 black cross · e3 black cross · b2 black cross · d2 black cross · f2 black cross · a1 black cross · d1 black cross · g1 black cross | d8 black cross · h8 black cross · a7 black cross · d7 black cross · g7 black cross · b6 black cross · d6 black cross · f6 black cross · c5 black cross · d5 black cross · e5 black cross · a4 black cross · b4 black cross · c4 black cross · d4 white queen · e4 black cross · f4 black cross · g4 black cross · h4 black cross · c3 black cross · d3 black cross · e3 black cross · b2 black cross · d2 black cross · f2 black cross · a1 black cross · d1 black cross · g1 black cross | d8 black cross · h8 black cross · a7 black cross · d7 black cross · g7 black cross · b6 black cross · d6 black cross · f6 black cross · c5 black cross · d5 black cross · e5 black cross · a4 black cross · b4 black cross · c4 black cross · d4 white queen · e4 black cross · f4 black cross · g4 black cross · h4 black cross · c3 black cross · d3 black cross · e3 black cross · b2 black cross · d2 black cross · f2 black cross · a1 black cross · d1 black cross · g1 black cross | d8 black cross · h8 black cross · a7 black cross · d7 black cross · g7 black cross · b6 black cross · d6 black cross · f6 black cross · c5 black cross · d5 black cross · e5 black cross · a4 black cross · b4 black cross · c4 black cross · d4 white queen · e4 black cross · f4 black cross · g4 black cross · h4 black cross · c3 black cross · d3 black cross · e3 black cross · b2 black cross · d2 black cross · f2 black cross · a1 black cross · d1 black cross · g1 black cross | d8 black cross · h8 black cross · a7 black cross · d7 black cross · g7 black cross · b6 black cross · d6 black cross · f6 black cross · c5 black cross · d5 black cross · e5 black cross · a4 black cross · b4 black cross · c4 black cross · d4 white queen · e4 black cross · f4 black cross · g4 black cross · h4 black cross · c3 black cross · d3 black cross · e3 black cross · b2 black cross · d2 black cross · f2 black cross · a1 black cross · d1 black cross · g1 black cross | d8 black cross · h8 black cross · a7 black cross · d7 black cross · g7 black cross · b6 black cross · d6 black cross · f6 black cross · c5 black cross · d5 black cross · e5 black cross · a4 black cross · b4 black cross · c4 black cross · d4 white queen · e4 black cross · f4 black cross · g4 black cross · h4 black cross · c3 black cross · d3 black cross · e3 black cross · b2 black cross · d2 black cross · f2 black cross · a1 black cross · d1 black cross · g1 black cross | 7 |
| 6 | d8 black cross · h8 black cross · a7 black cross · d7 black cross · g7 black cross · b6 black cross · d6 black cross · f6 black cross · c5 black cross · d5 black cross · e5 black cross · a4 black cross · b4 black cross · c4 black cross · d4 white queen · e4 black cross · f4 black cross · g4 black cross · h4 black cross · c3 black cross · d3 black cross · e3 black cross · b2 black cross · d2 black cross · f2 black cross · a1 black cross · d1 black cross · g1 black cross | d8 black cross · h8 black cross · a7 black cross · d7 black cross · g7 black cross · b6 black cross · d6 black cross · f6 black cross · c5 black cross · d5 black cross · e5 black cross · a4 black cross · b4 black cross · c4 black cross · d4 white queen · e4 black cross · f4 black cross · g4 black cross · h4 black cross · c3 black cross · d3 black cross · e3 black cross · b2 black cross · d2 black cross · f2 black cross · a1 black cross · d1 black cross · g1 black cross | d8 black cross · h8 black cross · a7 black cross · d7 black cross · g7 black cross · b6 black cross · d6 black cross · f6 black cross · c5 black cross · d5 black cross · e5 black cross · a4 black cross · b4 black cross · c4 black cross · d4 white queen · e4 black cross · f4 black cross · g4 black cross · h4 black cross · c3 black cross · d3 black cross · e3 black cross · b2 black cross · d2 black cross · f2 black cross · a1 black cross · d1 black cross · g1 black cross | d8 black cross · h8 black cross · a7 black cross · d7 black cross · g7 black cross · b6 black cross · d6 black cross · f6 black cross · c5 black cross · d5 black cross · e5 black cross · a4 black cross · b4 black cross · c4 black cross · d4 white queen · e4 black cross · f4 black cross · g4 black cross · h4 black cross · c3 black cross · d3 black cross · e3 black cross · b2 black cross · d2 black cross · f2 black cross · a1 black cross · d1 black cross · g1 black cross | d8 black cross · h8 black cross · a7 black cross · d7 black cross · g7 black cross · b6 black cross · d6 black cross · f6 black cross · c5 black cross · d5 black cross · e5 black cross · a4 black cross · b4 black cross · c4 black cross · d4 white queen · e4 black cross · f4 black cross · g4 black cross · h4 black cross · c3 black cross · d3 black cross · e3 black cross · b2 black cross · d2 black cross · f2 black cross · a1 black cross · d1 black cross · g1 black cross | d8 black cross · h8 black cross · a7 black cross · d7 black cross · g7 black cross · b6 black cross · d6 black cross · f6 black cross · c5 black cross · d5 black cross · e5 black cross · a4 black cross · b4 black cross · c4 black cross · d4 white queen · e4 black cross · f4 black cross · g4 black cross · h4 black cross · c3 black cross · d3 black cross · e3 black cross · b2 black cross · d2 black cross · f2 black cross · a1 black cross · d1 black cross · g1 black cross | d8 black cross · h8 black cross · a7 black cross · d7 black cross · g7 black cross · b6 black cross · d6 black cross · f6 black cross · c5 black cross · d5 black cross · e5 black cross · a4 black cross · b4 black cross · c4 black cross · d4 white queen · e4 black cross · f4 black cross · g4 black cross · h4 black cross · c3 black cross · d3 black cross · e3 black cross · b2 black cross · d2 black cross · f2 black cross · a1 black cross · d1 black cross · g1 black cross | d8 black cross · h8 black cross · a7 black cross · d7 black cross · g7 black cross · b6 black cross · d6 black cross · f6 black cross · c5 black cross · d5 black cross · e5 black cross · a4 black cross · b4 black cross · c4 black cross · d4 white queen · e4 black cross · f4 black cross · g4 black cross · h4 black cross · c3 black cross · d3 black cross · e3 black cross · b2 black cross · d2 black cross · f2 black cross · a1 black cross · d1 black cross · g1 black cross | 6 |
| 5 | d8 black cross · h8 black cross · a7 black cross · d7 black cross · g7 black cross · b6 black cross · d6 black cross · f6 black cross · c5 black cross · d5 black cross · e5 black cross · a4 black cross · b4 black cross · c4 black cross · d4 white queen · e4 black cross · f4 black cross · g4 black cross · h4 black cross · c3 black cross · d3 black cross · e3 black cross · b2 black cross · d2 black cross · f2 black cross · a1 black cross · d1 black cross · g1 black cross | d8 black cross · h8 black cross · a7 black cross · d7 black cross · g7 black cross · b6 black cross · d6 black cross · f6 black cross · c5 black cross · d5 black cross · e5 black cross · a4 black cross · b4 black cross · c4 black cross · d4 white queen · e4 black cross · f4 black cross · g4 black cross · h4 black cross · c3 black cross · d3 black cross · e3 black cross · b2 black cross · d2 black cross · f2 black cross · a1 black cross · d1 black cross · g1 black cross | d8 black cross · h8 black cross · a7 black cross · d7 black cross · g7 black cross · b6 black cross · d6 black cross · f6 black cross · c5 black cross · d5 black cross · e5 black cross · a4 black cross · b4 black cross · c4 black cross · d4 white queen · e4 black cross · f4 black cross · g4 black cross · h4 black cross · c3 black cross · d3 black cross · e3 black cross · b2 black cross · d2 black cross · f2 black cross · a1 black cross · d1 black cross · g1 black cross | d8 black cross · h8 black cross · a7 black cross · d7 black cross · g7 black cross · b6 black cross · d6 black cross · f6 black cross · c5 black cross · d5 black cross · e5 black cross · a4 black cross · b4 black cross · c4 black cross · d4 white queen · e4 black cross · f4 black cross · g4 black cross · h4 black cross · c3 black cross · d3 black cross · e3 black cross · b2 black cross · d2 black cross · f2 black cross · a1 black cross · d1 black cross · g1 black cross | d8 black cross · h8 black cross · a7 black cross · d7 black cross · g7 black cross · b6 black cross · d6 black cross · f6 black cross · c5 black cross · d5 black cross · e5 black cross · a4 black cross · b4 black cross · c4 black cross · d4 white queen · e4 black cross · f4 black cross · g4 black cross · h4 black cross · c3 black cross · d3 black cross · e3 black cross · b2 black cross · d2 black cross · f2 black cross · a1 black cross · d1 black cross · g1 black cross | d8 black cross · h8 black cross · a7 black cross · d7 black cross · g7 black cross · b6 black cross · d6 black cross · f6 black cross · c5 black cross · d5 black cross · e5 black cross · a4 black cross · b4 black cross · c4 black cross · d4 white queen · e4 black cross · f4 black cross · g4 black cross · h4 black cross · c3 black cross · d3 black cross · e3 black cross · b2 black cross · d2 black cross · f2 black cross · a1 black cross · d1 black cross · g1 black cross | d8 black cross · h8 black cross · a7 black cross · d7 black cross · g7 black cross · b6 black cross · d6 black cross · f6 black cross · c5 black cross · d5 black cross · e5 black cross · a4 black cross · b4 black cross · c4 black cross · d4 white queen · e4 black cross · f4 black cross · g4 black cross · h4 black cross · c3 black cross · d3 black cross · e3 black cross · b2 black cross · d2 black cross · f2 black cross · a1 black cross · d1 black cross · g1 black cross | d8 black cross · h8 black cross · a7 black cross · d7 black cross · g7 black cross · b6 black cross · d6 black cross · f6 black cross · c5 black cross · d5 black cross · e5 black cross · a4 black cross · b4 black cross · c4 black cross · d4 white queen · e4 black cross · f4 black cross · g4 black cross · h4 black cross · c3 black cross · d3 black cross · e3 black cross · b2 black cross · d2 black cross · f2 black cross · a1 black cross · d1 black cross · g1 black cross | 5 |
| 4 | d8 black cross · h8 black cross · a7 black cross · d7 black cross · g7 black cross · b6 black cross · d6 black cross · f6 black cross · c5 black cross · d5 black cross · e5 black cross · a4 black cross · b4 black cross · c4 black cross · d4 white queen · e4 black cross · f4 black cross · g4 black cross · h4 black cross · c3 black cross · d3 black cross · e3 black cross · b2 black cross · d2 black cross · f2 black cross · a1 black cross · d1 black cross · g1 black cross | d8 black cross · h8 black cross · a7 black cross · d7 black cross · g7 black cross · b6 black cross · d6 black cross · f6 black cross · c5 black cross · d5 black cross · e5 black cross · a4 black cross · b4 black cross · c4 black cross · d4 white queen · e4 black cross · f4 black cross · g4 black cross · h4 black cross · c3 black cross · d3 black cross · e3 black cross · b2 black cross · d2 black cross · f2 black cross · a1 black cross · d1 black cross · g1 black cross | d8 black cross · h8 black cross · a7 black cross · d7 black cross · g7 black cross · b6 black cross · d6 black cross · f6 black cross · c5 black cross · d5 black cross · e5 black cross · a4 black cross · b4 black cross · c4 black cross · d4 white queen · e4 black cross · f4 black cross · g4 black cross · h4 black cross · c3 black cross · d3 black cross · e3 black cross · b2 black cross · d2 black cross · f2 black cross · a1 black cross · d1 black cross · g1 black cross | d8 black cross · h8 black cross · a7 black cross · d7 black cross · g7 black cross · b6 black cross · d6 black cross · f6 black cross · c5 black cross · d5 black cross · e5 black cross · a4 black cross · b4 black cross · c4 black cross · d4 white queen · e4 black cross · f4 black cross · g4 black cross · h4 black cross · c3 black cross · d3 black cross · e3 black cross · b2 black cross · d2 black cross · f2 black cross · a1 black cross · d1 black cross · g1 black cross | d8 black cross · h8 black cross · a7 black cross · d7 black cross · g7 black cross · b6 black cross · d6 black cross · f6 black cross · c5 black cross · d5 black cross · e5 black cross · a4 black cross · b4 black cross · c4 black cross · d4 white queen · e4 black cross · f4 black cross · g4 black cross · h4 black cross · c3 black cross · d3 black cross · e3 black cross · b2 black cross · d2 black cross · f2 black cross · a1 black cross · d1 black cross · g1 black cross | d8 black cross · h8 black cross · a7 black cross · d7 black cross · g7 black cross · b6 black cross · d6 black cross · f6 black cross · c5 black cross · d5 black cross · e5 black cross · a4 black cross · b4 black cross · c4 black cross · d4 white queen · e4 black cross · f4 black cross · g4 black cross · h4 black cross · c3 black cross · d3 black cross · e3 black cross · b2 black cross · d2 black cross · f2 black cross · a1 black cross · d1 black cross · g1 black cross | d8 black cross · h8 black cross · a7 black cross · d7 black cross · g7 black cross · b6 black cross · d6 black cross · f6 black cross · c5 black cross · d5 black cross · e5 black cross · a4 black cross · b4 black cross · c4 black cross · d4 white queen · e4 black cross · f4 black cross · g4 black cross · h4 black cross · c3 black cross · d3 black cross · e3 black cross · b2 black cross · d2 black cross · f2 black cross · a1 black cross · d1 black cross · g1 black cross | d8 black cross · h8 black cross · a7 black cross · d7 black cross · g7 black cross · b6 black cross · d6 black cross · f6 black cross · c5 black cross · d5 black cross · e5 black cross · a4 black cross · b4 black cross · c4 black cross · d4 white queen · e4 black cross · f4 black cross · g4 black cross · h4 black cross · c3 black cross · d3 black cross · e3 black cross · b2 black cross · d2 black cross · f2 black cross · a1 black cross · d1 black cross · g1 black cross | 4 |
| 3 | d8 black cross · h8 black cross · a7 black cross · d7 black cross · g7 black cross · b6 black cross · d6 black cross · f6 black cross · c5 black cross · d5 black cross · e5 black cross · a4 black cross · b4 black cross · c4 black cross · d4 white queen · e4 black cross · f4 black cross · g4 black cross · h4 black cross · c3 black cross · d3 black cross · e3 black cross · b2 black cross · d2 black cross · f2 black cross · a1 black cross · d1 black cross · g1 black cross | d8 black cross · h8 black cross · a7 black cross · d7 black cross · g7 black cross · b6 black cross · d6 black cross · f6 black cross · c5 black cross · d5 black cross · e5 black cross · a4 black cross · b4 black cross · c4 black cross · d4 white queen · e4 black cross · f4 black cross · g4 black cross · h4 black cross · c3 black cross · d3 black cross · e3 black cross · b2 black cross · d2 black cross · f2 black cross · a1 black cross · d1 black cross · g1 black cross | d8 black cross · h8 black cross · a7 black cross · d7 black cross · g7 black cross · b6 black cross · d6 black cross · f6 black cross · c5 black cross · d5 black cross · e5 black cross · a4 black cross · b4 black cross · c4 black cross · d4 white queen · e4 black cross · f4 black cross · g4 black cross · h4 black cross · c3 black cross · d3 black cross · e3 black cross · b2 black cross · d2 black cross · f2 black cross · a1 black cross · d1 black cross · g1 black cross | d8 black cross · h8 black cross · a7 black cross · d7 black cross · g7 black cross · b6 black cross · d6 black cross · f6 black cross · c5 black cross · d5 black cross · e5 black cross · a4 black cross · b4 black cross · c4 black cross · d4 white queen · e4 black cross · f4 black cross · g4 black cross · h4 black cross · c3 black cross · d3 black cross · e3 black cross · b2 black cross · d2 black cross · f2 black cross · a1 black cross · d1 black cross · g1 black cross | d8 black cross · h8 black cross · a7 black cross · d7 black cross · g7 black cross · b6 black cross · d6 black cross · f6 black cross · c5 black cross · d5 black cross · e5 black cross · a4 black cross · b4 black cross · c4 black cross · d4 white queen · e4 black cross · f4 black cross · g4 black cross · h4 black cross · c3 black cross · d3 black cross · e3 black cross · b2 black cross · d2 black cross · f2 black cross · a1 black cross · d1 black cross · g1 black cross | d8 black cross · h8 black cross · a7 black cross · d7 black cross · g7 black cross · b6 black cross · d6 black cross · f6 black cross · c5 black cross · d5 black cross · e5 black cross · a4 black cross · b4 black cross · c4 black cross · d4 white queen · e4 black cross · f4 black cross · g4 black cross · h4 black cross · c3 black cross · d3 black cross · e3 black cross · b2 black cross · d2 black cross · f2 black cross · a1 black cross · d1 black cross · g1 black cross | d8 black cross · h8 black cross · a7 black cross · d7 black cross · g7 black cross · b6 black cross · d6 black cross · f6 black cross · c5 black cross · d5 black cross · e5 black cross · a4 black cross · b4 black cross · c4 black cross · d4 white queen · e4 black cross · f4 black cross · g4 black cross · h4 black cross · c3 black cross · d3 black cross · e3 black cross · b2 black cross · d2 black cross · f2 black cross · a1 black cross · d1 black cross · g1 black cross | d8 black cross · h8 black cross · a7 black cross · d7 black cross · g7 black cross · b6 black cross · d6 black cross · f6 black cross · c5 black cross · d5 black cross · e5 black cross · a4 black cross · b4 black cross · c4 black cross · d4 white queen · e4 black cross · f4 black cross · g4 black cross · h4 black cross · c3 black cross · d3 black cross · e3 black cross · b2 black cross · d2 black cross · f2 black cross · a1 black cross · d1 black cross · g1 black cross | 3 |
| 2 | d8 black cross · h8 black cross · a7 black cross · d7 black cross · g7 black cross · b6 black cross · d6 black cross · f6 black cross · c5 black cross · d5 black cross · e5 black cross · a4 black cross · b4 black cross · c4 black cross · d4 white queen · e4 black cross · f4 black cross · g4 black cross · h4 black cross · c3 black cross · d3 black cross · e3 black cross · b2 black cross · d2 black cross · f2 black cross · a1 black cross · d1 black cross · g1 black cross | d8 black cross · h8 black cross · a7 black cross · d7 black cross · g7 black cross · b6 black cross · d6 black cross · f6 black cross · c5 black cross · d5 black cross · e5 black cross · a4 black cross · b4 black cross · c4 black cross · d4 white queen · e4 black cross · f4 black cross · g4 black cross · h4 black cross · c3 black cross · d3 black cross · e3 black cross · b2 black cross · d2 black cross · f2 black cross · a1 black cross · d1 black cross · g1 black cross | d8 black cross · h8 black cross · a7 black cross · d7 black cross · g7 black cross · b6 black cross · d6 black cross · f6 black cross · c5 black cross · d5 black cross · e5 black cross · a4 black cross · b4 black cross · c4 black cross · d4 white queen · e4 black cross · f4 black cross · g4 black cross · h4 black cross · c3 black cross · d3 black cross · e3 black cross · b2 black cross · d2 black cross · f2 black cross · a1 black cross · d1 black cross · g1 black cross | d8 black cross · h8 black cross · a7 black cross · d7 black cross · g7 black cross · b6 black cross · d6 black cross · f6 black cross · c5 black cross · d5 black cross · e5 black cross · a4 black cross · b4 black cross · c4 black cross · d4 white queen · e4 black cross · f4 black cross · g4 black cross · h4 black cross · c3 black cross · d3 black cross · e3 black cross · b2 black cross · d2 black cross · f2 black cross · a1 black cross · d1 black cross · g1 black cross | d8 black cross · h8 black cross · a7 black cross · d7 black cross · g7 black cross · b6 black cross · d6 black cross · f6 black cross · c5 black cross · d5 black cross · e5 black cross · a4 black cross · b4 black cross · c4 black cross · d4 white queen · e4 black cross · f4 black cross · g4 black cross · h4 black cross · c3 black cross · d3 black cross · e3 black cross · b2 black cross · d2 black cross · f2 black cross · a1 black cross · d1 black cross · g1 black cross | d8 black cross · h8 black cross · a7 black cross · d7 black cross · g7 black cross · b6 black cross · d6 black cross · f6 black cross · c5 black cross · d5 black cross · e5 black cross · a4 black cross · b4 black cross · c4 black cross · d4 white queen · e4 black cross · f4 black cross · g4 black cross · h4 black cross · c3 black cross · d3 black cross · e3 black cross · b2 black cross · d2 black cross · f2 black cross · a1 black cross · d1 black cross · g1 black cross | d8 black cross · h8 black cross · a7 black cross · d7 black cross · g7 black cross · b6 black cross · d6 black cross · f6 black cross · c5 black cross · d5 black cross · e5 black cross · a4 black cross · b4 black cross · c4 black cross · d4 white queen · e4 black cross · f4 black cross · g4 black cross · h4 black cross · c3 black cross · d3 black cross · e3 black cross · b2 black cross · d2 black cross · f2 black cross · a1 black cross · d1 black cross · g1 black cross | d8 black cross · h8 black cross · a7 black cross · d7 black cross · g7 black cross · b6 black cross · d6 black cross · f6 black cross · c5 black cross · d5 black cross · e5 black cross · a4 black cross · b4 black cross · c4 black cross · d4 white queen · e4 black cross · f4 black cross · g4 black cross · h4 black cross · c3 black cross · d3 black cross · e3 black cross · b2 black cross · d2 black cross · f2 black cross · a1 black cross · d1 black cross · g1 black cross | 2 |
| 1 | d8 black cross · h8 black cross · a7 black cross · d7 black cross · g7 black cross · b6 black cross · d6 black cross · f6 black cross · c5 black cross · d5 black cross · e5 black cross · a4 black cross · b4 black cross · c4 black cross · d4 white queen · e4 black cross · f4 black cross · g4 black cross · h4 black cross · c3 black cross · d3 black cross · e3 black cross · b2 black cross · d2 black cross · f2 black cross · a1 black cross · d1 black cross · g1 black cross | d8 black cross · h8 black cross · a7 black cross · d7 black cross · g7 black cross · b6 black cross · d6 black cross · f6 black cross · c5 black cross · d5 black cross · e5 black cross · a4 black cross · b4 black cross · c4 black cross · d4 white queen · e4 black cross · f4 black cross · g4 black cross · h4 black cross · c3 black cross · d3 black cross · e3 black cross · b2 black cross · d2 black cross · f2 black cross · a1 black cross · d1 black cross · g1 black cross | d8 black cross · h8 black cross · a7 black cross · d7 black cross · g7 black cross · b6 black cross · d6 black cross · f6 black cross · c5 black cross · d5 black cross · e5 black cross · a4 black cross · b4 black cross · c4 black cross · d4 white queen · e4 black cross · f4 black cross · g4 black cross · h4 black cross · c3 black cross · d3 black cross · e3 black cross · b2 black cross · d2 black cross · f2 black cross · a1 black cross · d1 black cross · g1 black cross | d8 black cross · h8 black cross · a7 black cross · d7 black cross · g7 black cross · b6 black cross · d6 black cross · f6 black cross · c5 black cross · d5 black cross · e5 black cross · a4 black cross · b4 black cross · c4 black cross · d4 white queen · e4 black cross · f4 black cross · g4 black cross · h4 black cross · c3 black cross · d3 black cross · e3 black cross · b2 black cross · d2 black cross · f2 black cross · a1 black cross · d1 black cross · g1 black cross | d8 black cross · h8 black cross · a7 black cross · d7 black cross · g7 black cross · b6 black cross · d6 black cross · f6 black cross · c5 black cross · d5 black cross · e5 black cross · a4 black cross · b4 black cross · c4 black cross · d4 white queen · e4 black cross · f4 black cross · g4 black cross · h4 black cross · c3 black cross · d3 black cross · e3 black cross · b2 black cross · d2 black cross · f2 black cross · a1 black cross · d1 black cross · g1 black cross | d8 black cross · h8 black cross · a7 black cross · d7 black cross · g7 black cross · b6 black cross · d6 black cross · f6 black cross · c5 black cross · d5 black cross · e5 black cross · a4 black cross · b4 black cross · c4 black cross · d4 white queen · e4 black cross · f4 black cross · g4 black cross · h4 black cross · c3 black cross · d3 black cross · e3 black cross · b2 black cross · d2 black cross · f2 black cross · a1 black cross · d1 black cross · g1 black cross | d8 black cross · h8 black cross · a7 black cross · d7 black cross · g7 black cross · b6 black cross · d6 black cross · f6 black cross · c5 black cross · d5 black cross · e5 black cross · a4 black cross · b4 black cross · c4 black cross · d4 white queen · e4 black cross · f4 black cross · g4 black cross · h4 black cross · c3 black cross · d3 black cross · e3 black cross · b2 black cross · d2 black cross · f2 black cross · a1 black cross · d1 black cross · g1 black cross | d8 black cross · h8 black cross · a7 black cross · d7 black cross · g7 black cross · b6 black cross · d6 black cross · f6 black cross · c5 black cross · d5 black cross · e5 black cross · a4 black cross · b4 black cross · c4 black cross · d4 white queen · e4 black cross · f4 black cross · g4 black cross · h4 black cross · c3 black cross · d3 black cross · e3 black cross · b2 black cross · d2 black cross · f2 black cross · a1 black cross · d1 black cross · g1 black cross | 1 |
|   | a | b | c | d | e | f | g | h |   |

Dama poate să fie mutată în linie dreaptă pe orizontală, verticală sau diagonală, după cum se poate vedea în diagrama din stânga. Dama combină deci mutările turnului și nebunului. Ca toate piesele jocului de șah, dama poate captura o piesă adversă care se află pe câmpul pe care aceasta mută. Datorită mutărilor și mobilității sale dama este cea mai puternică piesă de șah.
Indiferent că o mai are sau nu, jucătorul poate să câștige o altă damă prin transformarea unui pion. La limită, în mod teoretic, orice jucător ar putea avea cândva, în decursul jocului un maximum de nouă dame: cea originală, plus câte una pentru fiecare pion transformat.
Ca valoare de schimb, dama valorează cât două turnuri, sau cât un turn plus nebun (sau cal) plus un pion.